# آمدئو تریلی
آمدئو تریلی (انگلیسی: Amedeo Trilli؛ زاده ۹ ژوئیه ۱۹۰۶ – درگذشته ۳۰ نوامبر ۱۹۷۱) بازیگر اهل ایتالیا بود.
از فیلم‌هایی که وی در آن نقش داشته است، می‌توان به شورش گارد پرتورین، فابیولا، ۱۸۶۰، ولکان، پسر ژوپیتر، هفت‌خوان علی‌بابا، نامزدشده، فردا هم روز خداست، مسالینا و سرنوشت اشاره کرد.